# Pamukkale
Pamukkale er et område i Tyrkiets Denizli-provins. Det består af hvide kalkstensterrasser, der er formet af naturen igennem en flere tusinde år lang periode, hvor vand fra varme kilder er løbet ned ad bjergsiden.
Foruden kalkstensterrasserne og de varme kilder består området også af en antik oldtidsby kendt som "Hierapolis". Hierapolis var i antikken et knudepunkt for trafikken mellem øst og vest og opnåede derfor en kæmpe velstand, hvor både byen og dens indbyggere efter datidens standarder var virkelig velhavende.
Området blev i 1988 optaget på UNESCOs liste over verdensarv.

## Galleri
- Vandområder
- Varme kilder
- Byen Pamukkale ved foden af de varme kilder
- En hængende kalkstensmur
- Kort video
- Kalkstensmur